# Mulasarvastivada

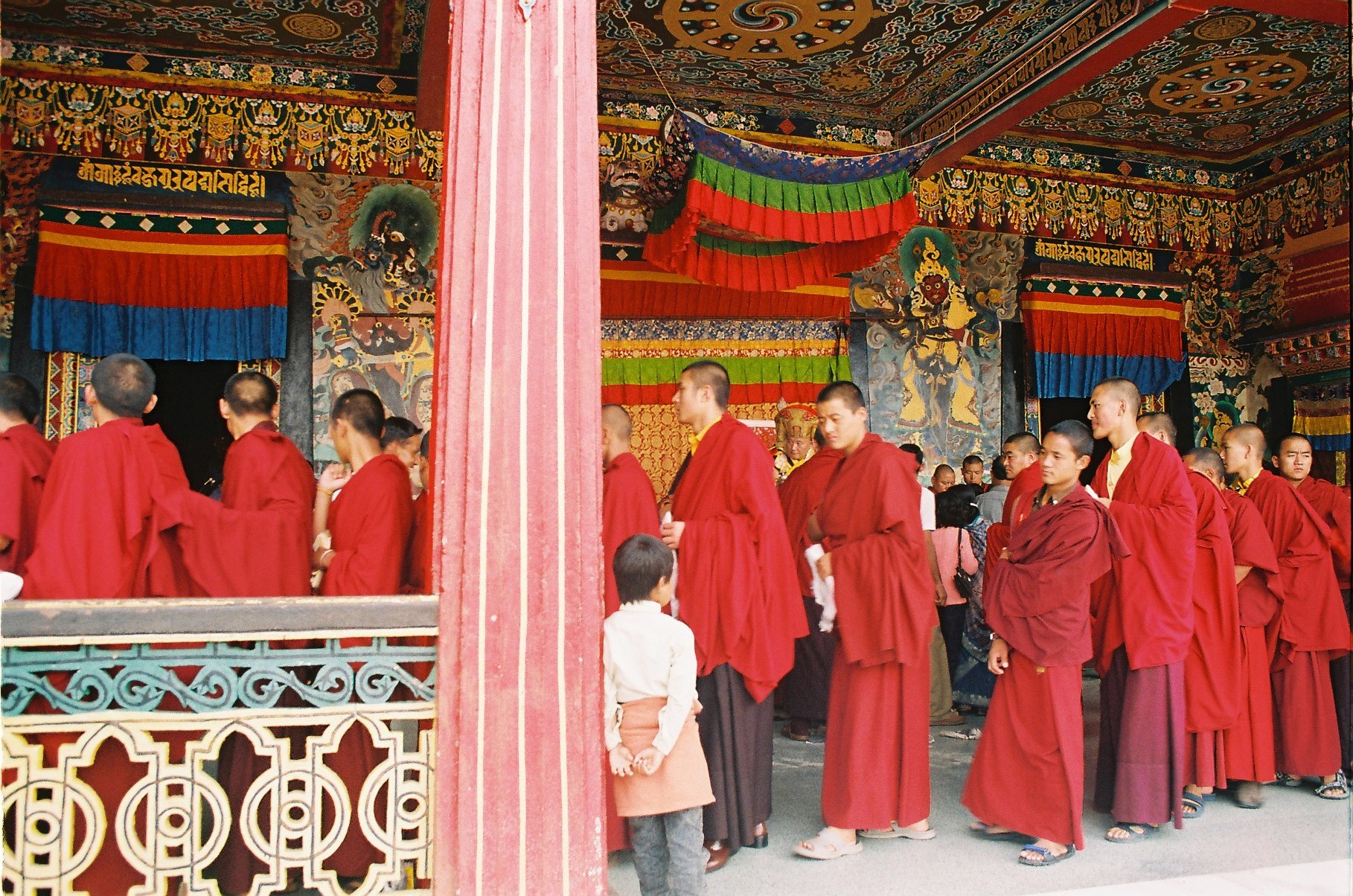
Bhikṣus budistas tibetanos del linaje de ordenación Mūlasarvāstivāda

La Mūlasarvāstivāda (en sánscrito: 𑀫𑀽𑀮𑀲𑀭𑁆𑀯𑀸𑀲𑁆𑀢𑀺𑀯𑀸𑀤) fue una de las primeras escuelas budistas de India. Los orígenes de la escuela Mūlasarvāstivāda y su relación con la Sarvāstivāda siguen siendo en gran parte desconocidos, aunque existen varias teorías.
La continuidad de la orden monástica Mūlasarvāstivāda se mantiene en el budismo tibetano, aunque hasta hace poco sólo existían los Mūlasarvāstivādin bhikṣus (monjes). La tradición tibetana de bhikṣuṇī (monjas) comenzó oficialmente en Bután el 23 de junio de 2022, cuando 144 mujeres fueron ordenadas. Anteriormente, las ordenaciones de bhiksuni sólo se administraban en Taiwán, y más tarde en Bodh Gaya, India .

## Historia

### En India
La relación de la escuela Mūlasarvāstivāda con la escuela Sarvāstivāda es motivo de controversia. Académicos modernos se inclinan por clasificarlos como independientes.Yijing afirmó que derivaron su nombre de ser una rama de Sarvāstivāda, pero Buton Rinchen Drub afirmó que el nombre era un homenaje a Sarvāstivāda como la "raíz" (mūla) de todas las escuelas budistas.Los académicos han propuesto una serie de teorías sobre cómo se relacionan los dos, que Bhante Sujato resume de la siguiente manera:

The uncertainty around this school has led to a number of hypotheses. Frauwallner’s theory holds that the Mūlasarvāstivāda Vinaya is the disciplinary code of an early Buddhist community based in Mathura, which was quite independent in its establishment as a monastic community from the Sarvāstivādins of Kaśmir (although of course this does not mean that they were different in terms of doctrine). Lamotte, opposing Frauwallner, asserts that the Mūlasarvāstivāda Vinaya was a late Kaśmīr compilation made to complete the Sarvāstivādin Vinaya. Warder suggests that the Mūlasarvāstivādins were a later development of the Sarvāstivāda, whose main innovations were literary, the compilation of the large Vinaya and the Saddharmasmṛtyupasthāna Sūtra, which kept the early doctrines but brought the style up to date with contemporary literary developments. Enomoto pulls the rug out from all these theories by asserting that Sarvāstivādin and Mūlasarvāstivādin are really the same. Meanwhile, Willemen, Dessein, and Cox have developed the theory that the Sautrantikas, a branch or tendency within the Sarvāstivādin group of schools, emerged in Gandhāra and Bactria around 200 CE. Although they were the earlier group, they temporarily lost ground to the Kaśmīr Vaibhāśika school due to the political influence of Kaṇiṣka. In later years the Sautrantikas became known as Mūlasarvāstivādins and regained the ascendancy. I have elsewhere given my reasons for disagreeing with the theories of Enomoto and Willemen et al. Neither Warder nor Lamotte give sufficient evidence to back up their theories. We are left with Frauwallner's theory, which in this respect has stood the test of time.

Según Gregory Schopen, la Mūlasarvāstivāda se desarrolló durante el siglo II a. c. e. y entró en declive en la India en el siglo VII.

### En Asia Central
Las Mūlasarvāstivāda prevalecieron en toda Asia Central durante distintos periodos debido a las actividades misioneras realizadas en la región. Varios académicos identifican tres fases principales de misiones budistas en la historia del budismo en Asia Central, que están asociadas cronológicamente con las siguientes sectas:
1. Dharmaguptaka
2. Sarvāstivāda
3. Mūlasarvāstivāda

### En Śrīvijaya
En el siglo VII, Yijing escribe que los Mūlasarvāstivāda eran prominentes en todo el reino de Śrīvijaya (la actual Indonesia). Yijing permaneció en Śrīvijaya durante seis o siete años, tiempo durante el cual estudió sánscrito y tradujo textos sánscritos al chino. Yijing afirma que el Mūlasarvāstivāda vinaya fue adoptado casi universalmente en esta zona. Escribe que los temas estudiados, así como las reglas y ceremonias, eran esencialmente los mismos en esta región que en la India. Yijing describió estas islas como generalmente de orientación "Hīnayāna", pero escribe que el Reino Melayu incluía enseñanzas Mahāyāna como el Yogācārabhūmi Śāstra de Asaṅga .

## Linaje vinaya
El Mūlasarvāstivāda vinaya es uno de los tres linajes vinaya supervivientes, junto con el Dharmaguptaka y el Theravāda. El emperador tibetano Ralpacan restringió la ordenación budista al Mūlasarvāstivādin vinaya. Como el budismo fue introducido en Mongolia desde el Tíbet, la ordenación mongol también sigue esta regla.
El Mūlasarvāstivāda Vinaya existe en tibetano (traducción del siglo IX) y chino (traducción del siglo VIII), y hasta cierto punto en el sánscrito original.

## Otras lecturas
- Yamagiwa Nobuyuki (2003). "Estudios recientes sobre manuscritos de Vinaya" . Revista de estudios indios y budistas 52 (1), 339-333
- Satoshi Hiraoka (1998). "La relación entre el Divyavadana y el Mulasarvastivada Vinaya". Revista de Filosofía India 26 (5), 419-434

- Datos: Q1027531
- Multimedia: Mūlasarvāstivāda / Q1027531